# 蒋青瑞
蒋青瑞，浙江归安（今浙江湖州）人，是一名清朝政治人物。
蒋青瑞曾于1902年接替赵汝楷任金山县知县一职，1906年由刘怡接任。